# Hasan at-Turabi

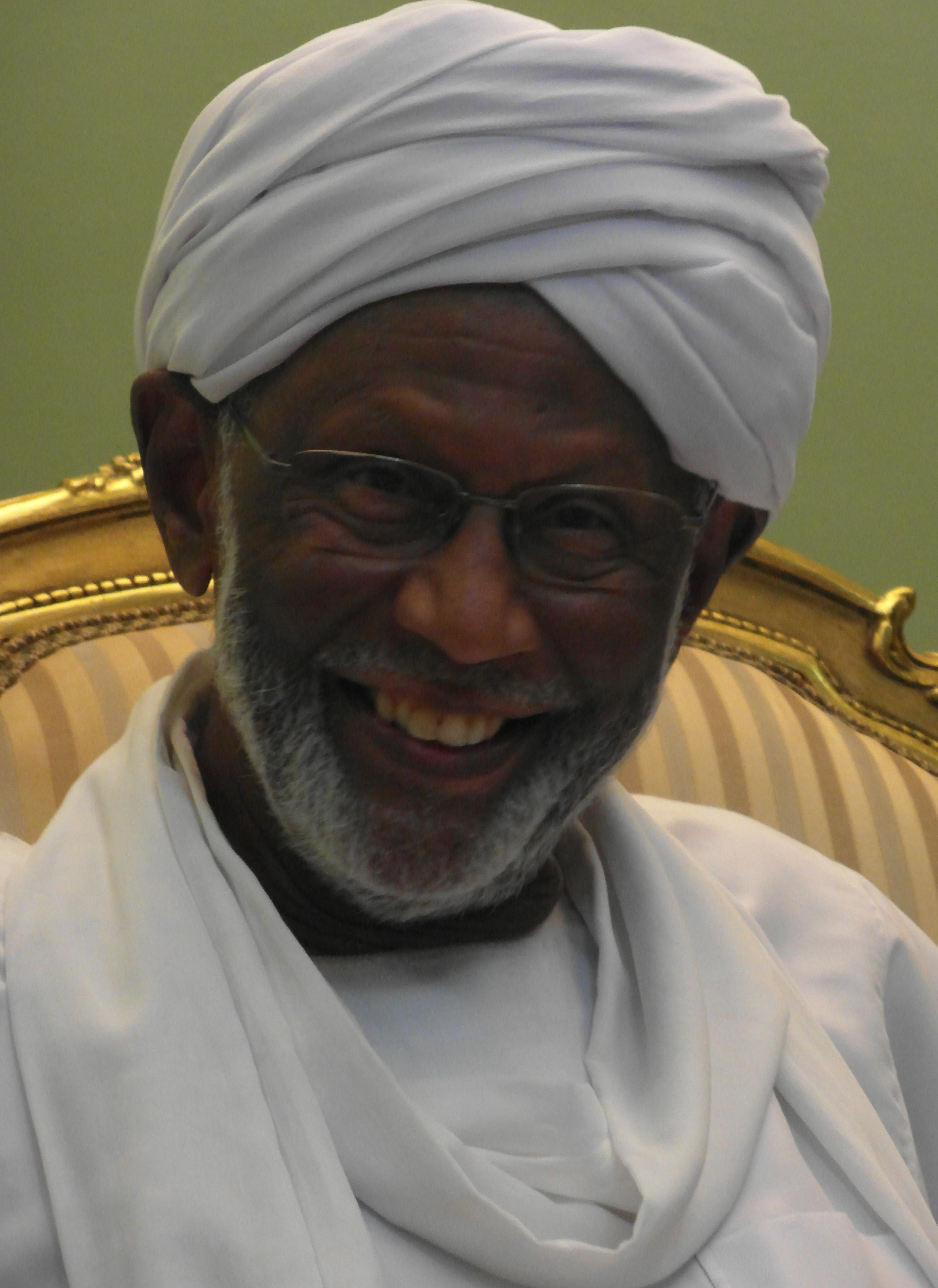
Hasan at-Turabi

Hasan at-Turabi (arabisch حسن الترابي, DMG Ḥasan at-Turābī) (1. Februar 1932 in Kassala, Sudan – 5. März 2016 in Khartum) war ein sudanesischer Politiker sowie religiöser Führer im Sudan. Er gehörte den islamisch-fundamentalistischen Muslimbrüdern an, denen er im Sudan vorstand.

## Ausbildung und Beginn der politischen Karriere
Turabi wurde in Kassala im Osten des Sudan geboren. Neben einer weltlichen Schulausbildung erhielt er auch religiöse Unterweisungen. Er machte 1955 seinen Abschluss in Rechtswissenschaft in Khartum. 1957 erwarb er einen Masterabschluss in Jura in London, darauf folgte eine zweijährige Lehrtätigkeit in der sudanesischen Hauptstadt. Von 1959 bis 1964 war er Doktorand an der Sorbonne in Paris. Danach kehrte er an seine Heimatuniversität in den Sudan zurück und stieg dort wegen seiner Eloquenz und Weltläufigkeit schnell auf.
Er war 1964 an der Gründung eines politischen Ablegers der Muslimbruderschaft (Ichwān), der Islamic Charter Front (ICF; arabisch Dschabhat al-mīthāq al-Islāmī) führend beteiligt, und wurde deren Generalsekretär. Muslimbrüder und ICF bildeten anfangs eine Front gegen die Militärregierung General Abbuds, deren laxe Moral und autokratische Herrschaft Turabi anprangerte. Aufgrund von Massendemonstrationen seiner Muslimbrüder gegen die Kommunisten wurde die Kommunistische Partei im November 1965 durch das Parlament verboten. Der damalige Premierminister Sadiq al-Mahdi, Turabis Schwager, unterstützte Turabis Idee einer islamischen Verfassung. Zu deren Umsetzung kam es nach dem Militärputsch von Numairi 1969 aber nicht.

## Politische Aktivitäten unter Numairi (1969–1985)
Das neue Regime verfolgte anfangs einen sozialistischen Kurs. Turabis Ichwān und die Ansār (Anhänger der Mahdi-Partei), gegnerische, aber gleichermaßen islamistische Gruppierungen, fanden sich im Untergrund zusammen.
Verhandlungen Numairis mit der Opposition führten im Juli 1977 zu einer nationalen Versöhnung. Turabi wurde im September 1977 in das Politbüro von Numairis Partei Sudanese Socialist Union gewählt, weniger liberale Mitglieder der Opposition verurteilten diese Annäherung an den als korrupt geltenden Numairi. 1979 erfolgte die Aussöhnung, und Turabi erlangte eine einflussreiche Position als Generalstaatsanwalt. Es begann zugleich Numairis Hinwendung zum Islam. Die Muslimbrüder konnten ihren Einfluss auf die Regierung stetig ausbauen und 1983 wurde eine strenge Auslegung der Schari'a als Gesetzesgrundlage eingeführt („Septembergesetze“). Das Gesetz basierte auf früheren Entwürfen von Turabi und wurde im November 1983 vom Parlament bestätigt. Die Annahme der Schari'a-Gesetze gilt als persönlicher Triumph Turabis. Die Muslimbrüder unterstützten das Gesetz, obwohl sie nicht direkt daran beteiligt waren.
Turabi profitierte insbesondere von neuen Vorschriften für die Banken. Seit 1977 waren unter den 40 Prozent sudanesischen Eignern der Faisal Islamic Bank einige einflussreiche Muslimbrüder, die die Kreditvergabe an andere Muslimbrüder steuerten. Um Kredite für Spekulationen, besonders auf dem Getreidemarkt, erhalten zu können, gründeten Freunde Turabis auch neue Banken. Die zunehmende wirtschaftliche Macht Turabis an der Spitze dieses Firmenimperiums führte dazu, dass Numairi ihn als Bedrohung ansah und im Februar 1985 inhaftieren ließ. Im Zuge des Sturzes von Numairi kam er allerdings schon wenig später wieder frei.

## Gründung der NIF und Zusammenarbeit mit al-Baschir (1985–1999)
Noch 1985 gründete Turabi als neue Partei die Nationale Islamische Front (NIF). Sie wurde in den Wahlen vom April 1986 mit 20 Prozent der Sitze drittstärkste Kraft im Parlament. Die im Januar 1987 von Turabi im Namen der NIF präsentierte „Sudan Charter“ war eine islamische Verfassung für den gesamten Sudan, die im Kern die Scharia generell festlegte, aber parallel auf persönlicher Ebene eine Art föderale Minderheitsgesetzgebung zuließ, wobei bei Überschneidungen das islamische Mehrheitsrecht als dominante Ideologie festgelegt war. Dafür wurde er von beiden Seiten, also der islamistischen und christlichen Seite, kritisiert.
Die Machtübernahme per Staatsstreich durch General al-Baschir im Juni 1989 wurde von der NIF unterstützt. Seitdem beeinflussen die Muslimbrüder maßgeblich das politische Geschehen.
Um 1991 gründete er die Popular Arab Islamic Conference (PAIC), eine Gegenorganisation zur Organization of the Islamic Conference (OIC). Diese Dachorganisation vereinigte islamistische Organisationen aus der Region, darunter der al-Itihad al Islami aus Somalia, der ägyptischen Muslimbrüder und einer eritreischen Oppositionsgruppe. Ziel war die islamistische Agitation mit gewaltsamen Aktionen in der Region. Der Sudan bot hierfür Trainingslager und nahm in den 1990er Jahren Mitglieder der al-Qaida auf. Auf seine Einladung kam auch Osama bin Laden in den Sudan, der während seines Aufenthalts von etwa 1990 bis 1996 eine Nichte Turabis geheiratet haben soll. Die westlichen Staaten bekamen von Turabis Verbindungen zu terroristischen Gruppen zunächst nicht viel mit. So wurde er noch 1992 in die USA eingeladen, um bei einem Roundtable-Gespräch zum Thema Islam und Demokratie zu sprechen.
Im März 1996 wurde Turabi zum Parlamentssprecher gewählt, seine NIF besetzte die meisten Ministerposten und andere Schlüsselpositionen. Danach kam es zu Machtkämpfen innerhalb des Staatsapparates. Sichtbar wurde das 1998 an der Aufspaltung der NIF in die Kongresspartei NCP (National Congress Party) unter Vorsitz Bashirs und in die PCP (Popular Congress Party) unter Turabi.

## Entmachtung und Streit mit al-Baschir (ab 1999)
Turabi brachte 1999 ein Gesetz in die Nationalversammlung ein, das die Macht des Präsidenten beschränken sollte. Baschir reagierte im Dezember 1999 darauf, indem er die Nationalversammlung auflöste, den Notstand erklärte und die Unterstützer Turabis aus der Regierung entließ. Damit verlor Turabi seine Machtbasis im staatlichen System.
Allerdings behielt er großen gesellschaftlichen Einfluss. So unterhielt er Verbindungen zu afrikanischstämmigen Moslemgruppen von Darfur, die sich benachteiligt fühlten und die Justice and Equality Movement (JEM) gründeten, eine von Darfur aus kämpfende Rebellenorganisation.
Turabi wurde mehrmals kurzzeitig verhaftet, zum Vorwurf des Landesverrats führte sein Bündnis mit der SPLA im Februar 2001. Er stand seit März 2004 unter Hausarrest, nachdem ihm Pläne zum Sturz der Regierung vorgeworfen worden waren. Im Mai 2006 erklärte Turabi vor Journalisten das Friedensabkommen von 2005 zwischen der Regierung und der SPLA für illegitim, es sei nur durch Druck der amerikanischen Regierung zustande gekommen, der Bashir hörig sei.
Beim Streit zwischen Bashir und Turabi ging es nicht um die grundsätzlichen Ziele einer islamischen Gesellschaftsordnung, sondern um das strategisch richtige Vorgehen und um persönliche Machtansprüche. Wie eine vorübergehende Festnahme nach einem Angriff der JEM-Rebellen auf Omdurman im Mai 2008 zeigte, war das Verhältnis zur Regierung weiterhin angespannt.

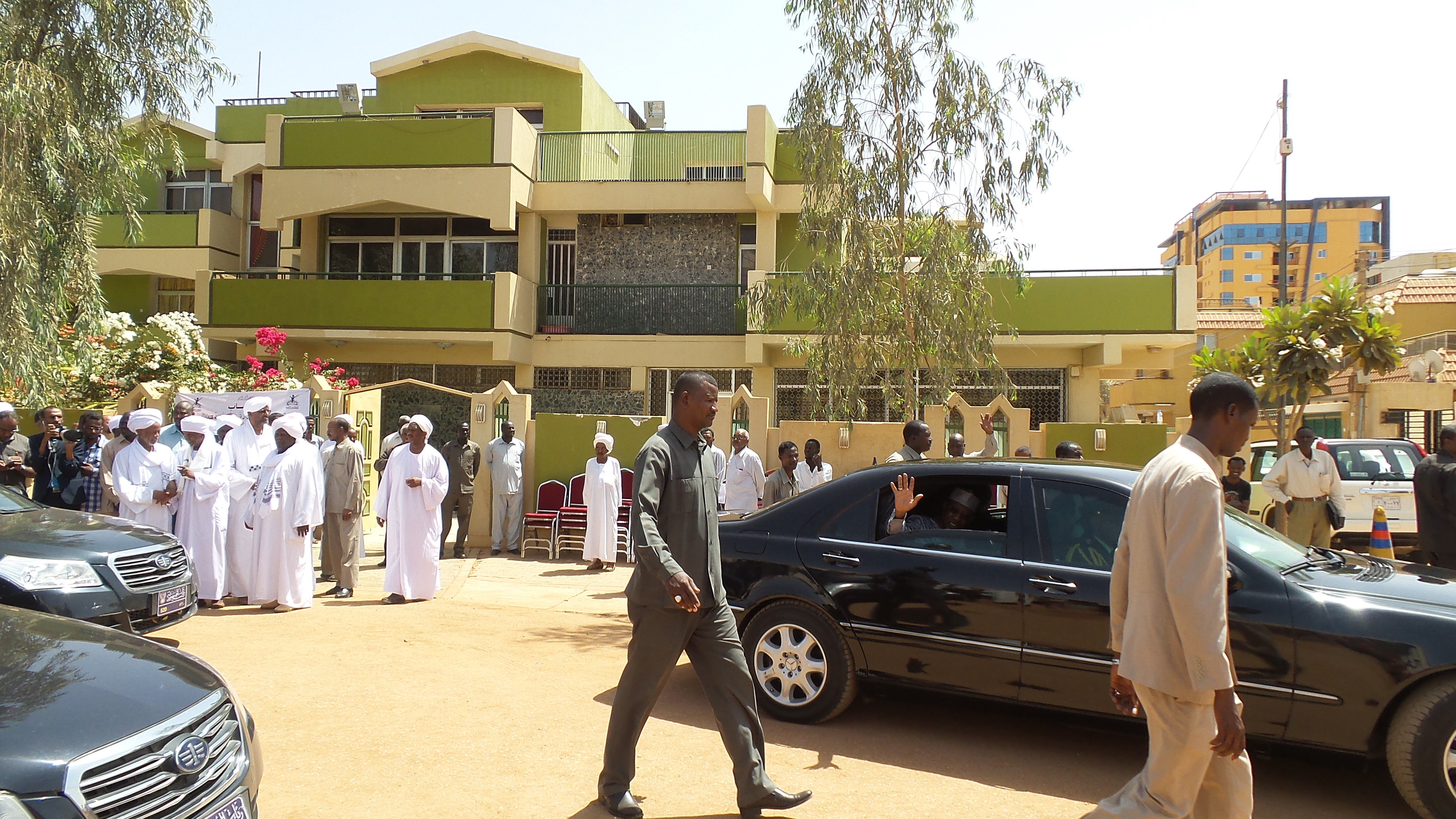
Der tschadische Präsident Idriss Déby im März 2016 vor Turabis Privathaus in Schambat nach einer Trauerfeier für den wenige Tage zuvor Verstorbenen

In der Auseinandersetzung mit dem Süden des Landes um die Ölvorkommen in der Region Abyei setzte sich Turabi seit 2007 für eine Aufteilung der Einnahmen ein. Wirtschaftliche Gründe waren die Hauptursache für den langanhaltenden Bürgerkrieg gewesen, und die kompromisslose Haltung Turabis gegenüber dem Südsudan hatte 1989 zu seiner Entlassung aus der Regierung Sadiq al-Mahdis und daraufhin zum Sturz derselben geführt.
Am 14. Januar 2009 wurde Turabi erneut verhaftet und ins Kobar-Gefängnis nach Khartum-Nord gebracht, nachdem er zwei Tage zuvor über eine ausländische Nachrichtenagentur Präsident Bashir aufgefordert hatte, er möge sich selbst dem Internationalen Strafgerichtshof in Den Haag ausliefern, um weiteren Schaden vom Sudan abzuwenden. Ende Januar wurde er ins Gefängnis von Port Sudan überstellt, aus dem er am 9. März wieder entlassen wurde. Nach Kritik an den ersten allgemeinen Wahlen im Sudan seit 24 Jahren im April 2010 wurde Turabi in der Nacht zum 16. Mai 2010 erneut verhaftet.
Am 17. Januar 2011 erfolgte eine weitere kurzzeitige Verhaftung. Auslöser war seine Aussage, im Sudan stünden wie bei den Unruhen in Tunesien Proteste unmittelbar bevor. Turabi starb mit 84 Jahren an den Folgen eines Herzinfarkts.

## Religiöse Überzeugungen
In Kommentaren zu al-Buchari, dessen Werk nach sunnitischer Tradition die verlässlichste Sammlung von Aussprüchen des Propheten (Hadithe) darstellt, betonte er die Unsicherheiten und möglichen Irrtümer bei der Übertragung dieser Texte bis in die heutige Zeit. Das brachte ihm Kritik von konservativer Seite ein. Naturwissenschaftliche Erkenntnisse und Islam bezeichnete er als grundsätzlich gleichermaßen wahr und richtig. Wo sich zwischen beiden ein Gegensatz herausstelle, könne es sich auf beiden Seiten um Fehlinterpretationen handeln. Im Fall des Islam liege das Problem im Unterschied zwischen der koranischen Kernaussage und der Abweichung einer bestimmten kulturellen Tradition, die sich daraus entwickelt hat.
In seinen Schriften und Interviews zeigte er sich nun reformorientiert, betonte die Ideale der Demokratie und die Rolle der Frauen. In einer Broschüre von 1973 betonte er die aktive Rolle der Frauen im öffentlichen Leben zur Zeit des Propheten und wünschte sich daher, auch Frauen zur Armee zuzulassen.
In Interviews betonte Turabi das islamische Prinzip der Schura („Beratung, Konsultation“). Zu Beginn seiner Amtszeit bestand er darauf, dass dieses wegen der rechtmäßigen Vorherrschaft der Moslems für das ganze Land einzuführen sei. Dazu hätten die unwilligen Minderheiten, insbesondere die Christen im Süden, diese islamische Gesetzgebung von sich aus anerkennen müssen. Um das Dilemma einer freiwilligen Unterwerfung aufzulösen, begann er Demokratie zu befürworten.
Obwohl Turabis Demokratieverständnis nicht mit dem westlichen Modell vereinbar ist, nahm er dennoch Anleihen daraus. Seine Politik richtete sich zwar gegen Nichtmuslime, die er in jeder Hinsicht ausgrenzen wollte, zugleich wollte er aber Frauen an politischen Entscheidungen beteiligen. Er reagierte damit ab 1973 auf die Herausforderungen durch die sudanesische Frauenbewegung. Viele Studentinnen und gebildete Frauen, die vorher noch bei kommunistischen Demonstrationen teilgenommen hatten, schlossen sich seiner Bewegung an.
Er erklärte sich als Gegner der Todesstrafe bei Apostasie und verurteilte die Fatwa gegen Salman Rushdie. Turabis politische Stellungnahmen waren kontextabhängig und wurden in islamischen Ländern teilweise kontrovers diskutiert. Lange Zeit galt er als „Papst der Islamisten“, demgegenüber handelte er sich durch ein Interview im April 2006 den Vorwurf der Häresie ein. Er hatte erklärt, eine Frau könne auch nach ihrem Übertritt zum Islam mit einem Nicht-Moslem verheiratet bleiben, ebenso könne er sich eine Frau als Vorbeterin in der Moschee vorstellen.

## Werke
- Taǧdīd al-fikr al-islāmī („Die Erneuerung des islamischen Denkens“), 1993